# Docksta
Docksta è un'area urbana della Svezia situata nel comune di Kramfors, contea di Västernorrland.
La popolazione rilevata nel censimento 2010 era di 378 abitanti .